# Парадизи (Авелино)
Парадизи је насеље у Италији у округу Авелино, региону Кампанија.
Према процени из 2011. у насељу је живело 16 становника. Насеље се налази на надморској висини од 344 м.